# Nicolaus Zacharie
Nicolaus Zacharie (Brindisi, 1400 circa – 1466) è stato un compositore e cantore italiano del primo Rinascimento. Anche se recentemente è stato spesso confuso con Zacara da Teramo, recenti ricerche hanno consentito di stabilirne l'identità. Egli è stato uno dei compositori italiani dell'inizio del XV secolo i cui lavori sono giunti fino a noi.

## Biografia
Nacque probabilmente a Brindisi o nelle vicinanze secondo quanto risulta dagli archivi papali. Le prime fonti certe sulla sua vita risalgono al 7 febbraio 1420, quando risulta essere impiegato presso la cattedrale di Santa Maria del Fiore a Firenze come cantore. Sul suo mottetto Letetur plebs, che comprende commenti sull'opera "composto a Taranto, in grande fretta" si presume fosse già attivo come compositore prima di giungere a Firenze nel 1420. Qualche mese dopo — il 1º giugno — Papa Martino V lo assunse, durante un viaggio a Firenze, portandolo al neo costituito coro papale di Roma, probabilmente a settembre, quando egli fece ritorno a Roma dopo la conclusione dello Scisma d'Occidente pochi anni prima. Zacharie rimase nel coro fino al 1424, e dopo un'assenza di dieci anni, vi tornò ancora per pochi mesi nel 1434. Dove avesse trascorso il decennio intercorrente fra i due periodi non è noto.
Verso il termine della sua vita fu cappellano della Chiesa di Santa Maria a Ceglie Messapica, circa 40 km ad ovest di Brindisi.

## Musica
Soltanto tre opere di Zacharie sono giunte a noi con una certezza di attribuzione: due mottetti ed una canzone profana, una ballata. Il pezzo più ampio è il mottetto Letetur plebs. Esso inizia con un lungo passaggio imitativo, ma il resto della composizione non impiega più questo stile musicale. Se è vero che molta musica del sud e centro Italia del Quattrocento risente di una certa influenza francese, non si trova alcun influsso dell'ars subtilior nella musica di Zacharie.
A seguito dello stile usato, tutte e tre le sue composizioni a noi note venne ro probabilmente composte nello stesso periodo, molto probabilmente dal 1415 a circa il 1430.

## Opere
1. Et in terra pax (a 3 voci)
2. Letetur plebs fidelis/Pastor qui revelavit (a 4 voci)
3. Già per gran nobeltà trihumpho et fama (a 2 voci) (ballata)